# サファロン装輪装甲車
サファロン装輪装甲車（サファロンそうりんそうこうしゃ、英語: Safaron Armored Vehicle）は、イスラエル国防軍によって運用されている装輪装甲車（装甲兵員輸送車）である。

## 概要
サファロン装輪装甲車は、アメリカ軍に採用されたMRAPの車種であるマックスプロの開発で知られるナビスター・インターナショナルが開発した、中型から大型の軍用トラックシリーズである、ナビスター 7000トラックをベースに、キャブおよび後部車体を装甲化した装輪装甲車である。大型の車体で兵員輸送用途に適しており、サファロン装甲兵員輸送車（英語: Safaron APC, Armored Personnel Carrier）とも呼ばれている。ちなみに、前述のマックスプロも、サファロン装輪装甲車と同様に、ナビスター7000シリーズトラックの4×4輪駆動タイプの車台から開発されている。
サファロン装輪装甲車もマックスプロと同様、4×4輪駆動の車体であるが、ホイールベースはより長いタイプになっており、一方でタイヤ径は小さめの物が使用されており、路外機動性よりも市街地での運用を念頭に置いていると考えられる。後部の装甲車体には、後部にリアドアが装備されている他、車体側面にも昇降用ドアが装備されている。サファロン装輪装甲車がどのようなエンジンを使用しているかは不明であるが、ベース車両のナビスター7000シリーズでは、ナビスター・インターナショナル製、カミンズ製、あるいはキャタピラー製の出力300～400馬力程度のディーゼルエンジンを搭載していることから、これらと同じか、あるいはさらに大出力のエンジンであると考えられる。
イスラエル軍ではサファロン装輪装甲車を、Zeev装輪装甲車、MDT ダビデ軽装甲車などとともに、兵員や物資の輸送車両、あるいはMEV（英語: Medical Evacuation Vehicle、医療搬送車両）として運用している。

## 画像

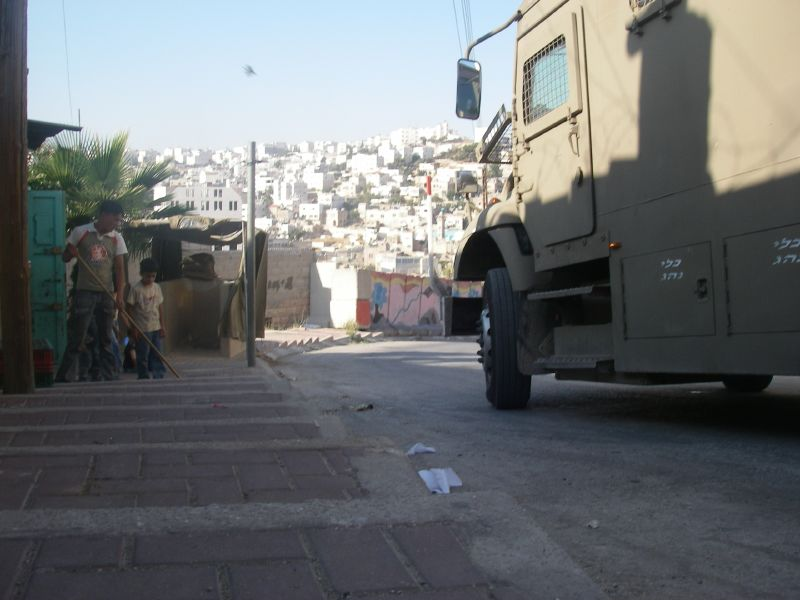